# 杰克逊县 (南达科他州)
傑克遜縣（英語：Jackson County）是位於美國南達科他州西南部的一個縣。面積4,846平方公里，根據美國2000年人口普查數字，共有人口2,930人。縣治卡多卡 (Kodoka)。
成立於1883年，1914年恢復。縣名紀念達科他準州議員J. R. Jackson。